# The Marshall Mathers LP
The Marshall Mathers LP är ett musikalbum av Eminem, släppt den 23 maj, 2000.
Albumet ligger även rankat som nummer 145 av de 500 bästa albumen genom tiderna, listan gjord av tidningen Rolling Stone den 31 december 2023. 

## Låtar på albumet
1. "Public Service Announcement 2000"
2. "Kill You"
3. "Stan" feat Dido
4. "Paul (Skit)"
5. "Who Knew"
6. "Steve Berman"
7. "The Way I Am"
8. "The Real Slim Shady"
9. "Remember Me?" feat RBX & Sticky Fingaz
10. "I'm Back"
11. "Marshall Mathers"
12. "Ken Kaniff (Skit)"
13. "Drug Ballad"
14. "Amityville"
15. "Bitch Please II" feat Dr Dre, Snoop Dogg, Xzibit, Nate Dogg.
16. "Kim" eller "The Kids" på censurerade utgåvor
17. "Under The Influence"
18. "Criminal"